# Bodegón con besugos y naranjas (Luis Egidio Meléndez)
Bodegón con besugos y naranjas, o Bodegón con besugos, naranjas, ajo, condimentos y utensilios de cocina es una de las obras más conocidas y apreciadas de Luis Egidio Meléndez. Forma parte de las colecciones del Museo del Prado.

## Introducción
Luis Egidio Meléndez empezó a trabajar como miniaturista, pero pronto se dedicó a la pintura de bodegón, siendo el principal artista de este género en la España del siglo XVIII. Su principal contribución fue una serie de bodegones para el Gabinete de Historia Natural del Príncipe de Asturias (futuro Carlos IV). Sus bodegones se acercan y a la vez difieren de la tradición española del bodegón. Por una parte se asemeja a los maestros anteriores, colocando los objetos ante un fondo oscuro. Pero —a diferencia de la mayoría de pintores barrocos— Meléndez representa objetos humildes de cocina, en lugar de vistosos recipientes de aparador.

## Análisis de la obra

### Datos técnicos y registrales
- Madrid, Museo del Prado, n º. de inventario: P000903;[3]
- Pintura al óleo sobre lienzo;
- Dimensiones: 42 x 62,2 cm,
- Datación: 1772;
- Firmado y fechado en el borde de la mesa, bajo el paño: Ls.Mz.Do./1772

### Descripción de la obra
El pintor presenta —sobre una tabla de madera— dos espléndidos y frescos besugos, alrededor de los cuales se disponen los otros elementos. A la derecha aparecen dos naranjas sobre un paño blanco, y detrás de ellas hay una alcuza, utilizada para verter el aceite. En la parte izquierda representa una cabeza de ajo y un envoltorio, que seguramente contenía alguna especia. Detrás de estos dos objetos aparece un lebrillo de alfarería de Alcorcón, y una pequeña sartén volcada con un mango largo. En último término hay un almirez de cobre con su mano, también de cobre.
La composición es de gran rigor y monumentalidad, resaltando las formas geométricas elementales: conos, troncos de cono, y esferas, con un espíritu casi neoclásico. El besugo del segundo término define las verticales, mientras que el largo mango de la sartén remarca la horizontalidad de la obra.La luz —proveniente del ángulo superior izquierdo— proyecta enérgicas sombras, modelando los objetos, y diversificando las tonalidades y las materias. De esta forma los objetos —especialmente los dos besugos— adquieren una lucidez casi mágica.

## Procedencia
- Colección Real (Palacio Real de Madrid), gabinete de historia natural del príncipe de Asturias, 1771;
- Casita del Príncipe (El Escorial), 1778;
- Palacio Real de Aranjuez, pabellón grande del embarcadero, hacia 1785;
- Aranjuez, habitaciones del príncipe, hacia 1800, n º. 7;
- Aranjuez, pieza de cubierto del rey, 1818, n º. 7).[7]